# Diga di Sarıbeyler
La diga di Sarıbeyler è una diga della Turchia. Si trova nella provincia di Balıkesir.